# Bürgermeisterei Rommersheim
Die Bürgermeisterei Rommersheim war eine von ursprünglich 29 preußischen Bürgermeistereien, in die sich der 1816 neu gebildete Kreis Prüm im Regierungsbezirk Trier verwaltungsmäßig gliederte. Von 1822 an gehörte der Regierungsbezirk Trier, damit auch die Bürgermeisterei Rommersheim, zu der in dem Jahr neu gebildeten Rheinprovinz. Der Verwaltung der Bürgermeisterei unterstanden fünf Gemeinden. Der Verwaltungssitz war in der heutigen Ortsgemeinde Rommersheim, später in Prüm im Eifelkreis Bitburg-Prüm in Rheinland-Pfalz.

## Gemeinden und zugehörige Ortschaften
Zur Bürgermeisterei Rommersheim gehörten folgende Gemeinden (Einwohnerzahlen, Stand 1843):
- Ellwerath (65 Einwohner; seit 1971 Ortsteil von Rommersheim)
- Giesdorf (71)
- Gondelsheim (170; heute Ortsteil von Weinsheim)
- Rommersheim (303) mit dem Weiler Auf der Schlack (11) und den Häusern Rommersheimer Held (11) und Weinsheimer Held (8)
- Weinsheim (240) mit dem Haus Brühlborn (8)

Insgesamt lebten 1843 im Bürgermeistereibezirk 886 Menschen in 129 Wohnhäusern. Annähernd alle Einwohner waren katholisch, drei waren evangelisch. Es gab je eine Kirche in Gondelsheim, Rommersheim und Weinsheim; Schulen gab es in Rommersheim und Weinsheim.
Bei einer statistischen Erhebung aus dem Jahr 1885 wurden 911 Einwohner in 157 Haushalten gezählt; die Fläche der zugehörenden Gemeinden betrug insgesamt 3.672 Hektar, davon waren 1.049 Hektar Wald, 707 Hektar Ackerland und 458 Hektar Wiesen.

## Geschichte
Vor 1794 gehörten alle Ortschaften zum Kurfürstentum Trier, Ellwerath und Rommersheim zum Amt Prüm, Giesdorf, Gondelsheim und Weinsheim zum Amt Schönecken. In Rommersheim war eine Schultheißerei des Amtes Prüm.
Im Jahr 1794 hatten französische Revolutionstruppen das Linke Rheinufer besetzt. Unter der französischen Verwaltung waren die genannten Ortschaften von 1798 an dem Kanton Prüm zugeordnet, der zum Arrondissement Prüm im Saardepartement gehörte.
Aufgrund der Beschlüsse auf dem Wiener Kongress wurden 1815 wesentliche Teile des Rheinlands dem Königreich Preußen zugeordnet. Unter der preußischen Verwaltung wurden im Jahr 1816 Regierungsbezirke und Kreise neu gebildet, linksrheinisch behielt Preußen in der Regel die Verwaltungsbezirke der französischen Mairies vorerst bei. Die Bürgermeisterei Rommersheim entsprach insoweit der vorherigen Mairie Rommersheim. Die Bürgermeisterei Rommersheim wurde dem Kreis Prüm im Regierungsbezirk Trier zugeordnet. Sie bestand bis 1896 und ging zusammen mit den Bürgermeistereien Olzheim und Wallersheim in der Bürgermeisterei Prüm-Land auf.
Alle Ortschaften gehören heute verwaltungsmäßig zur Verbandsgemeinde Prüm im Eifelkreis Bitburg-Prüm in Rheinland-Pfalz.